# Дохтуров, Владимир Сергеевич
Владимир Сергеевич Дохтуров (1859—1890) — русский энтомолог.

## Биография
Родился в 1859 году. Образование получил в Пажеском корпусе и в академии Генерального штаба. Служил в гвардейской конной артиллерии; в 1885 году вышел в отставку.
Написал много ценных для специалистов-энтомологов статей по фауне жесткокрылых, изучением которых он специально занимался, путешествуя по Кавказу, Кубанской области и Закавказью. Из них следует указать на напечатанные в «Horaе Soc. Ent. Ross.» статьи: Faune Coléoptérologique Arаlo-Caspiennе: Cicindelides (1885) и Mеloïdes-Cantharidеs (1890).
Как член-сотрудник Императорского русского географического общества, он принимал деятельное участие в разработке богатейшего энтомологического материала, собранного экспедициями Пржевальского и Потанина, за что был награжден Обществом в 1889 году серебряной медалью. Результаты этой работы он опубликовал в напечатанных им в «Horaе Soc. Ent. Ross.» статьях: «Insеcta in itinere Cl. N. Prjеwalskyi in Asia Centrali novissimе lecta Cantharides, Cicindelides» (1887) и «Insеcta in itinеrе Cl. Potanin in China et Mongolia novissime lecta: Cicindelidae (1882 г.), Telephoridaе, Meloïdes» (1890).
Он напечатал также много статей в «Revue Sос. Franc. d’Ent.», «Revue mensuelle d’Fnt.» и «Annales Belg.» главным образом о семействе Cicindelidae, изучением которых он специально занимался, обладая одной из богатейших коллекций этого семейства. Описание этой коллекции попечатано было в «Revue mens. d’Ent.» (Т. I) под заглавием: «Liste de types de la collection Wl. Dokhtouroff».
Состоял членом совета и секретарем Русского энтомологического общества в Санкт-Петербурге. Также он был действительным членом энтомологических обществ: французского, бельгийского и германского, член-учредитель Société Française d’Entomologie.
Умер 4 (16) февраля 1890 года в Евпатории.